# Arthur Fontaine
Victor Arthur Léon Fontaine (né le 3 novembre 1860 à Paris où il est mort le 2 septembre 1931,,) est un ingénieur et mécène français.
Il joue un rôle important sur la scène industrielle du début du XXe siècle en occupant différents postes : Inspecteur général des Mines, conseiller d'État, directeur honoraire du travail, président des conseils d'administration du Réseau de l'État et des mines de la Sarre, président du conseil d'administration du Bureau international du travail.

## Biographie
Issu d'une famille d'agriculteurs axonais, Arthur Fontaine est le deuxième fils de Louis Joseph Fontaine, quincailler à Paris, et de Lucile Émilie Ferté. Ses deux frères, l'aîné Henri et le cadet Lucien, sont négociants en quincaillerie et industriels (Maison Fontaine ou Fontaine frères et Vaillant). En épousant Marie, la plus jeune des trois sœurs Escudier (Madeleine épouse de Henry Lerolle et Jeanne épouse d'Ernest Chausson), il entre dans une famille de peintres et de musiciens influents qui lui ouvrent les portes de l'Art. Le jeune couple Fontaine aura six enfants.

### L'ingénieur des Mines
Arthur Fontaine entre à l'École polytechnique en 1880 d'où il sort second de sa promotion. Il intègre alors l'École des mines de Paris en 1882 et visite ainsi une grande partie de l'Europe. Diplômé en 1885, il est nommé ingénieur des mines le 1er janvier 1886, il est affecté à Arras, résidence du sous-arrondissement minéralogique de Béthune le 15 janvier 1886, où son travail lui vaut les félicitations du Conseil général des Mines.

### L'Office du Travail
Fontaine entre alors à l'Office du Travail le 1er octobre 1891 par arrêté du 26 août 1891 après avoir été recommandé . On l'y charge de mettre en place un tableau statistique du travail en France  en particulier en matière de salaire, de temps de travail ou encore de sécurité .
En 1894, Fontaine passe sous-directeur de l'Office du travail. Le 5 août 1899, il en est nommé directeur sur proposition d’Alexandre Millerand, ministre du gouvernement Waldeck-Rousseau ; il conserve cette fonction jusqu'en 1919.

### L'organisation internationale du Travail
En 1900, il est l'un des cofondateurs de l'Association internationale pour la protection légale des travailleurs . Peu à peu, il pose les bases d'une législation internationale du travail. En 1919, c'est à lui que l'on doit la partie XIII du traité de Versailles portant sur la création de l'Organisation internationale du travail (OIT).
 
La même année, il est nommé délégué gouvernemental au Conseil d'administration de l'OIT dont il sera le premier président jusqu'à sa mort.

### Le mécène

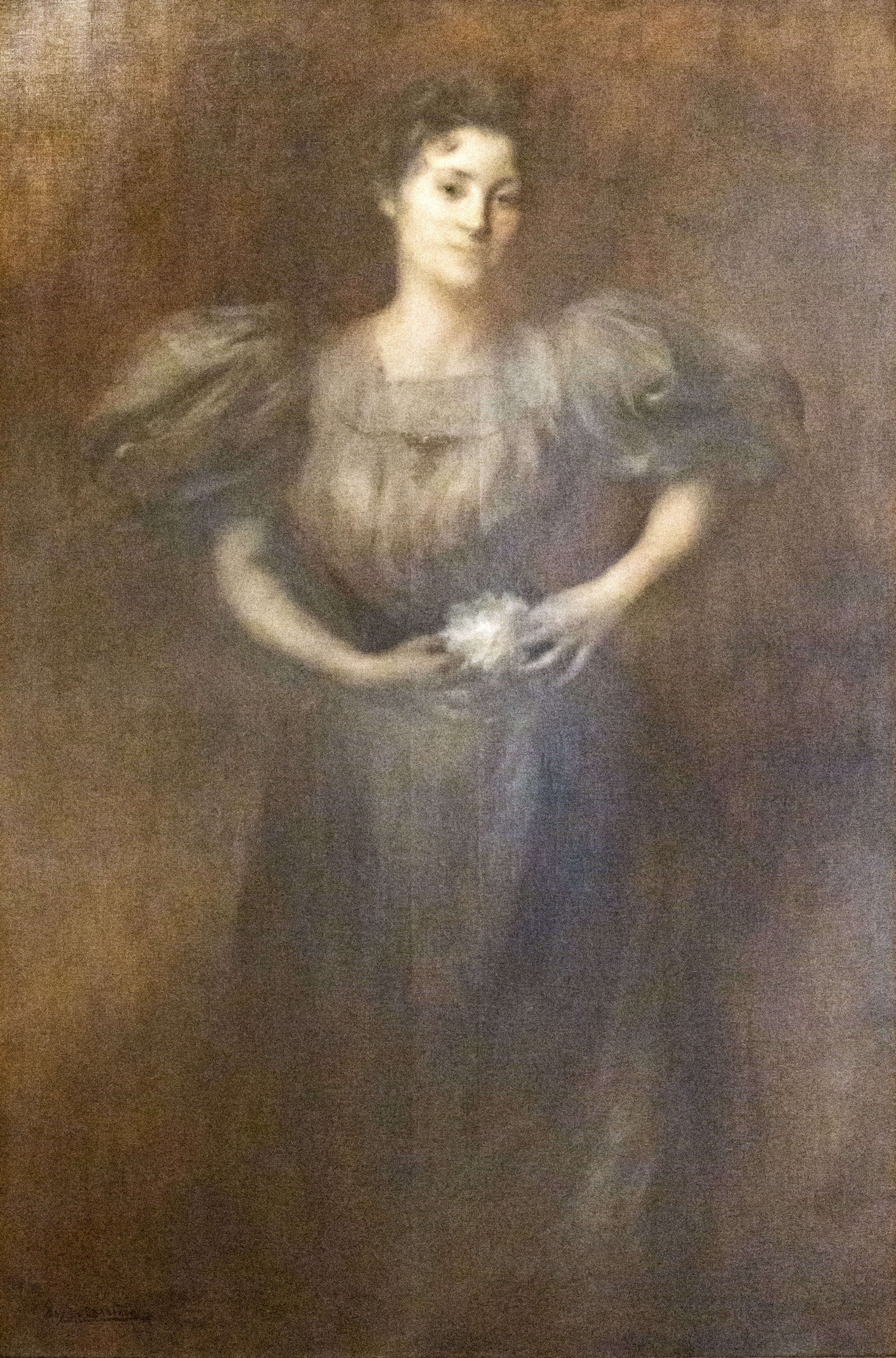
Portrait de Mme Arthur Fontaine par Eugène Carrière, musée Toulouse-Lautrec.

Ayant un goût prononcé pour la littérature Arthur Fontaine tisse des relations avec de nombreux auteurs, en particulier André Gide, Albert 
Samain, Alexis Léger et surtout Francis Jammes avec qui il a une riche correspondance. Les réunions artistiques organisées par Fontaine sont très appréciées, ce dernier accueillant chaleureusement les écrivains et les artistes. Paul Valéry prononcera l'éloge funèbre de Fontaine en 1931.

Arthur Fontaine publie par ailleurs en 1917 un roman policier, Les crimes de l'étrangleur.
 
Jammes écrit de lui : « Je fus, durant des années, enveloppé, grâce à Fontaine, des fleurs, des météores, des cimetières de corail d'Odilon Redon, des figures embrumées de larmes d'Eugène Carrière, des paysages bien-heureux de Charles Lacoste, des images de communiantes flottant dans le séraphique azur de Maurice Denis. Claude Debussy, pauvre encore et méconnu, tissait au piano, autour de mes jeunes poésies, la soie pure et discrète des mélodies de Raymond Bonheur. Déodat de Séverac nous grisait de ses bleus vins du sud que transportaient, à travers les monts orageux, ses mules aux cloches grondantes. Albert Samain chantait son chant de cygne et il neigeait sur nous. Puis, en réaction, le génie impérieux et éruptif de Claudel, venu en pèlerin, de Chine, nous rendait la rumeur de l'Océan Indien et le long murmure de Dieu. Parfois l'esprit d'un Tannery, d'un Pierre Termier ajoutait à ces fêtes de l'art la noblesse du nombre et la gloire de la Terre ».

## Distinctions
- Officier de l'Instruction publique (1901)
- Grand officier de la Légion d'honneur (1919)

## Œuvre littéraire
- Correspondance de Francis Jammes avec Arthur Fontaine (1898-1930), Jean Labbé (éd.), Paris, Gallimard, 1959.
- Les Crimes de l'étrangleur, Le roman policier no 9, J. Ferenczi, 1917.